# Sufragio activo
Se entiende por sufragio activo el derecho de la persona física, reconocido en la legislación de cada Estado, según el cual, los electores podrán emitir un voto para elegir representantes o para aprobar o rechazar referendos.
Aquellos sujetos con derecho al sufragio pasivo que fueren elegidos estarán vinculados a los electores mediante el vínculo denominado mandato representativo. En el supuesto del referéndum, el resultado del proceso electoral supondrá un vínculo de mandato imperativo.

## Restricciones
En ocasiones, el ordenamiento jurídico restringe el derecho al sufragio activo. Tal restricción proviene de dos clases de circunstancias:
- Comunes:
  - Mayoría de edad: Aquel sujeto que no ha alcanzado la mayoría de edad es considerado por el ordenamiento como incapaz, y por lo tanto, no puede tener acceso al sufragio activo. (Varía de un ordenamiento a otro. En España y Chile, la mayoría de edad se alcanza a los 18 años)

- Específicas:
  - Nacionalidad: La pérdida de la nacionalidad, o la no posesión de la nacionalidad del país concreto, supondrán la interdicción del sufragio activo.
  - Declaración judicial: 
    - Penas accesorias: Impuestas por un tribunal en virtud de un delito cometido por la persona, impide que ésta ejerza el sufragio activo.
    - Declaración de incapacidad: Una vez que el tribunal declara incapacitada a una persona, puede sustraerle el derecho al sufragio activo